# Morti nel 1364
| Questa pagina contiene informazioni ricavate automaticamente dalle voci biografiche con l'ausilio del template Bio e di un bot. L'aggiornamento è periodico e automatico e ricostruisce completamente la pagina. Se manca una persona in questa lista, sei pregato di non aggiungerla, ma accertati piuttosto che la sua voce biografica contenga il template Bio e che i dati anagrafici siano correttamente compilati. Se il template Bio manca, inseriscilo tu stesso o, in alternativa, metti l'avviso {{tmp\|Bio}} che ne segnala la mancanza. Se i dati riportati sono sbagliati, correggi direttamente la voce biografica; le modifiche saranno visibili in questa lista entro pochi giorni. Per chiarimenti vedi il progetto biografie. La lista contiene solo le 27 persone che sono citate nell'enciclopedia e per le quali è stato implementato correttamente il template Bio. Pagina aggiornata al 18 ago 2025. |

- 17 gennaio - Hélie de Talleyrand-Périgord, vescovo cattolico e cardinale francese (n. 1301)
- 21 marzo - Sigeri II di Enghien, nobile olandese (n. 1324)
- 5 aprile - Lodrisio Visconti, condottiero italiano
- 8 aprile - Giovanni II di Francia, re francese (n. 1319)
- 21 aprile - Pietro Alighieri, magistrato e critico letterario italiano (n. 1300)
- 15 maggio - Marco Gradenigo, politico italiano
- 2 giugno - Elisabetta di Lituania, duchessa lituana
- 2 giugno - Venceslao I di Legnica, nobile polacco (n. 1318)
- 10 giugno - Agnese d'Asburgo, regina (n. 1281)
- 30 giugno - Ernesto di Pardubice, arcivescovo cattolico ceco (n. 1297)
- 11 luglio - Arnold von Vietinghoff
- 5 agosto - Kōgon, imperatore giapponese (n. 1313)
- 27 agosto - Malatesta III Malatesta, condottiero italiano (n. 1299)
- 17 settembre - Roberto di Taranto, principe
- 29 settembre - Carlo di Blois, duca francese
- Sidi ben Ashir, mistico arabo
- Bartolomeo, vescovo cattolico italiano
- Bernardo II de Cabrera, nobile spagnolo (n. 1298)
- Elisenda di Moncada, regina spagnola
- Gajah Mada, militare indonesiano
- Nicolae Alexandru, principe
- Nicoloso da Recco, navigatore e esploratore italiano
- Nolfo da Montefeltro, condottiero italiano (n. 1295)
- Sinanüddin Fakih Yusuf Pascià, politico ottomano
- Tai Situ Changchub Gyaltsen, re tibetano (n. 1302)
- Valdemaro III di Danimarca, re (n. 1314)
- Timbora di Roccaberti, nobile spagnola (n. 1318)